# 四ツ谷サイダー
四ツ谷サイダー（よつやさいだー）は、日本の男性声優。主にアダルトゲームに声をあてている。

## 出演作品

### ゲーム
- OUTな寮生活（桐沢譲[1]）
- 悪魔教師（灯鎌リヒト）
- Ariard -少年アリス-（帽子屋[2]）
- 円環のメモーリア（国方瑛太[3]）
- 王族探偵（アルフレッド＝アルヴィウス）
- オメルタ CODE:TYCOON（稲城真[4]）
- GALTIA（センリ[5]）
- NU:カーニバル（玖夜）
- 地獄のどこが悪い？（ベルゼブブ）

### CD

#### ドラマCD
- 愛されすぎて××されちゃうCD(南雲千秋[6])
  - ご奉仕義弟
  - 調教義弟
- 愛属ブラッドバース vol.Ⅱ 京極文弥編(京極文弥[7])
- AdultDirection監督編(柑子晃[8][9])
- アバンチュール〜禁断の一夜〜vol.3身寄りのない女性と育ての親(武藤朗[10])
- 危ないトライアングル+修羅場エスケープ1+職場の彼と先輩(竹下銀[11])
- 彼と添い寝でしたいコトぜんぶ 真瀬智晴(真瀬智晴[12])
- 彼と添い寝でしたいコトもっと 真瀬智晴/岡崎祥(真瀬智晴[13])
- 監禁男子〜浴室の秘密〜(速水誠一[14])
- 禁断情事 先生と生徒(杉原祐也[15])
- 黒ヒョウ科ダーリン(兵藤和希[16])
- 恋する編集者シリーズ第5弾 つよがり。(相馬美紀彦[17])
- こまった彼氏Blue Ver.(水森工[18])
- こまった彼氏White Ver.(守村法男[19])
- Switching?! volume 02 藤村奏の場合 (藤村奏[20])
- Switching?! 2nd! volume 04 藤村奏の場合 (藤村奏[21])
- 大好きな彼とHして腕まくらでピロートークされちゃうシリーズ 一目惚れ彼氏と高級ホテルで編(萩谷篤史[22])
- 旦那以外〜ひと夏の過ち〜(佐々木理玖[23])
- 旦那さまシリーズVol.3 年下旦那さま 幼なじみから教わる一途な初夜《あい》(小山洸佑[24])
- 辻咲学園生徒会の秘密 Disclose+ secret.05 連城優(連城優[25])
- 辻咲学園生徒会の秘密 prove my ××× secret.01 連城優(連城優[26])
- 当世着物男子恋綴り 桐人編(高屋桐人[27])
- とろとろ♡どるちぇ イチゴえっち編(結城直哉[28])
- Noble lily～戯れの恋～(ヴィンセント・ウォールデン[29])
- 初彼エッチ-サトル編-(サトル[30])
- 初彼エッチ 番外編 お見舞いエッチ(サトル[31])※「乙女CDオンリーマガジン 電撃Girl‘sStyle HONEY」付録
- 秘恋デルタ Vol.1 爽介×和真 ～見守る恋～(久住爽介[32])
- ベッドまで❤❤(にゃんにゃん)を待ってくれないっ!!(郁見悠[33])
- HOLD YOUR BREATH 1(荒井紘一[34])
- My Darling's Job vol.4「彼は旅館の若旦那♥」(磯山海翔[35])
- MY Butler 02 鵜野森 礼人(鵜野森礼人[36])
- Melt and Float 潮騒(瑞嶌伸二郎[37])
- Melt and Float 夕立(澤樹空知[37])
- Melt and Float 温泉(八津澪司[37])
- やっぱり同級生（タメ）の恋人が好き！ 第一弾 橘誠一郎(橘誠一郎[38])
- 4色の支配者と反逆の業火 第四章(黒の王[39])
- relación dulce vol.3 お酒のチカラで迎える新しい人生(横山文弥[40])
- Rouge et Noir 第5弾 情報屋 柏木セナ編 『Pure Bluff』(柏木セナ[41])
- Rouge et Noir Show Down 情報屋 柏木セナ(柏木セナ[41])

#### BLCD
- おしおきセールスマン忌野狂助（弄木賀無遺）
  - 第一話 快楽哀歌[42]
  - 第二話 厚意と好意と行為[43]
- 大正メビウスライン（千家伊織）
  - ドラマCD vol.2 千家編「瞳の中の楽園」[44]
  - 帝國祝詞大全[45]